# Philipp Schobesberger
Philipp Schobesberger (Linz, 10 dicembre 1993) è un calciatore austriaco, centrocampista del Flyeralarm Traiskirchen.

## Carriera
Segna due reti contro il Viktoria Plzen in Europa League 2015-2016 durante la fase a gironi, di cui uno con lo stinco mentre inciampa davanti al portiere.